# Cagán-Úl járás
Cagán-Úl járás (mongol nyelven: Цагаан-Уул сум) Mongólia Hövszgöl tartományának egyik járása. Területe 5800 km². Népessége kb. 6000 fő.
Székhelye Sarga (Шарга), mely 138 km-re fekszik Mörön tartományi székhelytől.